# Abdul Hakim Hakani
Abdulhakim Hakani (paštunsko عبد الحكيم حقاني [ˈabdʊl haˈkim haqɑˈni]), znan zudi kot Abdulhakim Išakzai (paštunsko عبد الحكيم اسحاقزى [ˈabdʊl haˈkim ɪshaqˈzai]), afganistanski islamski strokovnjak in pisatelj, * 1967, Pandžvaji, provinca Kandahar, Kraljevina Afganistan.
Od leta 2021 ima funkcijo vrhovnega sodnika Afganistana v Islamskem emiratu Afganistan. Med letoma 1996 in 2001 je bil vrhovni sodnik vrhovnega sodišča v Islamskem emiratu Afganistan. Bil je predsednik pogajalske skupine talibanov v pisarni v Katarju. Je eden od ustanovnih članov talibanov in tesen sodelavec pokojnega voditelja mule Mohameda Omarja. Julija 2025 je Mednarodno kazensko sodišče izdalo nalog za prijetje Hakanija zaradi obtožb o zlorabi žensk s strani talibanov v Afganistanu.

## Zgodnje življenje
Hakani se je rodil mavlaviju Hudaidadu leta 1967 v okrožju Pandžvaji v provinci Kandahar v Afganistanu. Diplomiral je na Darul Uloom Hakania, islamskem deobabdskem semenišču, v Pakistanu in tam nekaj časa poučeval.

## Pravne težave
20. julija 2023 je Evropska unija (EU) sankcionirala Abdulhakima Hakanija zaradi njegove ključne vloge kot vrhovnega sodnika vrhovnega sodišča pri izvajanju politik in širjenju ideoloških naukov, katerih cilj je bil ustvarjanje in upravičevanje represije nad ženskami na podlagi spola v Afganistanu.
Glavni tožilec Mednarodnega kazenskega sodišča Karim Khan je 23. januarja 2025 napovedal vložitev nalogov za prijetje Abdulhakima Hakanija in vrhovnega voditelja Hajbatule Ahundzade. Hakani je obtožen zločina proti človeštvu, zlasti preganjanja žensk in deklet, odkar so se talibani avgusta 2021 vrnili na oblast. Obtožbe se nanašajo na stroge omejitve, naložene afganistanskim ženskam, vključno s prepovedjo izobraževanja, zaposlovanja in javnega sodelovanja. Naloge je 8. julija odobril 2. predobravnavni senat Mednarodnega kazenskega sodišča.